# Православная Русь (журнал)
«Правосла́вная Ру́сь» — периодическое издание Русской православной церкви заграницей, издаваемое Свято-Троицким монастырём в Джорданвилле. Со времени своего основания «Православная Русь» издавалась в дореволюционной орфографии. Хотя «Православная Русь» никогда не была официальным органом Архиерейского Синода РПЦЗ (таковым являлся журнал «Церковная жизнь»), издание воспринималось читателями именно в таком качестве.

## История
С 1928 по 1934 год выходила еженедельная церковно-общественная газета «Православная Карпатская Русь», ответственным редактором которой был Всеволод Владимирович Коломацкий. Распространялась в 48 государствах.
В 1934 годы в качестве приложения к «Православной Руси» появилось сопутствующее издание «Детство во Христе», ежемесячный иллюстрированный религиозный журнал для детей и подростков, предназначенный для возраста от 7 до 17 лет. Периодичность — 12 выпусков в год, при объёме от 16 до 24 страниц книжного формата. Здесь под псевдонимом Сирин впервые напечатаны стихи Владимира Владимировича Набокова. Приложение выходило до 1944 года.
К 1935 году церковное положение на Карпатской Руси более или менее стабилизировалось, и было решено, что нет необходимости посвящать ему все страницы газеты. Вместе с тем, во всем Зарубежье ощущался явный недостаток в православной церковной газете. И вот «Православная Карпатская Русь», по просьбе большинства своих читателей, с 7 января 1935 года делается просто «Православной Русью» под редакцией инока Алексия (Дехтерёва). С 1938 года редакторами были архимандрит Серафим (Иванов), которого в свою очередь сменил архимандрит Нафанаил (Львов), сотрудники редакции: Савва (Струве) и Аверкий (Таушев).
Были поставлены следующие цели: укрепление православного церковного самосознания русских эмигрантов, повествование о духовных сокровищах православной веры, осведомление читателей о церковной жизни Русского Зарубежья, борьба с воинствующим безбожием, отстаивание общецерковного объединения всего Русского Зарубежья.
С изданием сотрудничали и публиковались в нём интеллектуалы, участники книжной, журналистской и издательской жизни диаспоры Иван Александрович Ильин, Николай Дмитриевич Тальберг, Антон Владимирович Карташов, Борис Константинович Зайцев, Георгий Дмитриевич Гребенщиков, Иван Сергеевич Шмелев, архимандрит Иоанн (Шаховской) и др.
К 1939 году тираж журнала достиг 2500 экземпляров, что для церковного зарубежного органа было немало.
С 1941 году «Православная Русь» стала проникать на оккупированные территории России вопреки всем запретам немецких властей. Она читалась там с большим интересом, о чём свидетельствовали отзывы, которые редакция получала из этих областей. С 30 октября 1941 года «Православная Русь» стала выпускаться со специальным приложением, которое определялось как «первый дар русских за пределами России освобожденному от большевизма отечеству». По просьбе архиепископа Серафима (Ляде) это приложение и брошюры, предназначенные для России, «решено было печатать в новой орфографии, уже ставшей привычной для жителей бывших советских территорий. <…> Относительно орфографии при печатании молитвословов было признано желательным, наряду с церковно-славянским текстом, помещать русский перевод в новой орфографии».
10 января 1943 года издание «Православной Руси» было прекращено словацкой администрацией по требованию немецких властей, но примерно через пять месяцев возобновлено. Последний номер «Православной Руси» словацкого периода вышел в Братиславе 22 октября 1944 года.
После переезда большей части братии Монастыря преподобного Иова Почаевского в Джорданвилль, печатание журнала возобновляется там. Первый номер вышел в США 31 января 1947 года. Целью обновлённого издания, как было заявлено:

блюсти завѣты Святой Руси и въ свѣтѣ ихъ: 1) освѣдомлять о важнѣйшихъ общихъ событіяхъ церковной жизни и оцѣнивать ихъ; 2) освѣдомлять о текущей церковной жизни разбросанныхъ по всему свѣту церковно-организованныхъ единомышленныхъ русскихъ людей; 3) сосредотачивать матеріалъ, рисующій положеніе вѣрныхъ Церкви русскихъ людей, томившихся и томящихся подъ игомъ Совѣтской власти; 4) способствовать ознакомленію церковнаго народа съ основами Православной вѣры, какъ въ цѣляхъ болѣе углубленнаго познанія ея, такъ и въ огражденіе отъ уводящихъ отъ Истины вліяній, давать назидательное чтеніе, способное духовно скрасить досуги русскихъ православныхъ людей за рубежомъ.
В 1949 году в Джорданвилль прибыл священник Кирилл Зайцев, впоследствии архимандрит Константин, возглавивший редакцию «Православной Руси». Он руководил изданием в течение 30 лет. Журнал в ту пору являлся одним из немногих русскоязычных периодических изданий, распространявшийся по всему русскому зарубежью. «Православная Русь» не только отражала взгляды и идеологию РПЦЗ, но и активно их формировала. Каждый месяц в виде приложений к «Православной Руси» подписчики получали издания «Православная жизнь» и ежегодный журнал «Православный путь».
В 1975 году, незадолго до кончины архимандрита Константина (Зайцева), редактором «Православной Руси» стал иеромонах Игнатий (Трепачко), возглавлявший журнал до своей смерти в 1991 году. Как и архимандрит Константин, о. Игнатий всю редакторскую работу вел один и, кроме того, был метранпажем издания. С начала перестройки он стал параллельно издаваться и в России тиражом в тысячу экземпляров. С 1988 по 2001 году в издательстве «Православной Руси» трудился преподаватель Свято-Троицкой духовной семинарии А. В. Псарёв. В 2000-е годы журналом руководил инок Всеволод (Филипьев). В тот период журнал выходил дважды в месяц в количестве трёх тысяч экземпляров.
В номере 4 за декабрь 2016 года редактор издания архимандрит Лука (Мурьянка) объявил о том, что «с благословением митрополита Илариона мы решили сделать „Православную Русь“ интернет-изданием», в связи с чем выпуск печатного варианта прекращается:

наши молодыя люди, и не только они, говорятъ намъ, что хотѣли бы имѣть возможность читать онлайнъ и легко дѣлиться этимъ со своими друзьями въ соціальныхъ сѣтяхъ. Поскольку этотъ видъ чтенія становится все болѣе и болѣе популярнымъ, то число подписчиковъ печатныхъ періодическихъ изданій падаетъ до такой степени, что мы не можемъ оправдать затратъ на изданіе «Православной Руси» въ бумажномъ варіантѣ. <> Было рѣшено размѣщать тексты номеровъ «Православной Руси» въ форматѣ PDF на нѣсколькихъ сайтахъ четыре раза въ годъ въ двухъ варіантахъ: по старой и новой русской орѳографіи. Каждый номеръ будетъ включать въ себя:
1. Публикацію документовъ изъ нашего архива и другихъ источиковъ.
2. Событія и новости изъ нынѣшней жизни Свято-Троицкаго монастыря и семинаріи.
3. Статьи, отражающія актуальные вопросы церковной жизни и русской діаспоры.

## Редакторы
- Всеволод Коломацкий (1928—1932)
- архимандрит Виталий (Максименко) (1932—1934)
- Н. И. Бойко (1934—1944)
- архимандрит Константин (Зайцев) (1949—1975)
- иеромонах Игнатий (Трепачко) (1975—1991)
- архиепископ (митрополит) Лавр (Шкурла) (1994—2008)[12]
- архимандрит (епископ) Лука (Мурьянка) (c 2008)